# ウォーター・アイランド
ウォーター・アイランド (Water Island) は、ニューヨーク州サフォーク郡のファイヤー・アイランドに位置するハムレット（小集落）。
ウォーター・アイランドは、ブルックヘブンの町域に含まれている。
ウォーター・アイランドは、小さな、ほとんど私有地で占められているファイヤー・アイランドらしいビーチ・コミュニティであり、ファイヤー・アイランドの物件としては中程度の規模の敷地をもつ50軒ほどの家が集まっている。東側はデイヴィス公園 (Dais Park)、西側はバレット・ビーチ (Barrett Beach) であり、ファイヤー・アイランドの行楽地化したビーチの喧噪から充分に隔離されており、プライバシーが厳重に守れるという点が、住民たちが当地を好む大きな理由となっている。ニューヨーク州セイビルのセイビル・フェリー・サービス (Sayville Ferry Service) が、当地に立ち寄るフェリーの定期便を運行している。
かつて、19世紀末から20世紀はじめにかけては、ホテルが2軒あり、セオドア・ルーズベルトも訪れたことがあったという。